# الشيطان الأصغر
الشيطان الأصغر (بالفارسية: شیطان کوچک) هو مصطلح ازدرائي معادٍ للصهيونية يستخدمه القادة الإيرانيون بشكل خاص في إشارة إلى دولة إسرائيل.

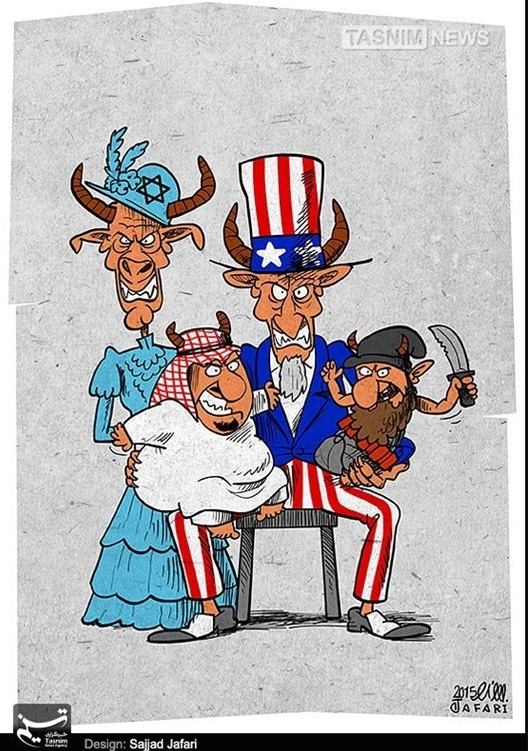
الشيطان الأصغر

## سجل الاستخدام
وفقًا لبعض المصادر، استخدم روح الله الخميني، زعيم الثورة الإيرانية، المصطلح لأول مرة في معناه المعاصر. ندد الخميني بإسرائيل باعتبارها «الشيطان الأصغر» في عام 1979 عندما كان يتحدث عن دعم إسرائيل للشاه، وعلاقاتها الوثيقة بالولايات المتحدة، والصراع الإسرائيلي الفلسطيني المستمر.
وفقًا لمصادر أخرى، مثل جلاسكو هيرالد، صرح العقيد الليبي القذافي أن «إسرائيل هي الشيطان الأصغر» في يوليو 1980.
واستخدم رئيس الوزراء الإسرائيلي بنيامين نتنياهو هذه العبارة في إشارة إلى الخطاب الإيراني خلال زيارته للولايات المتحدة قائلاً: «بالنسبة للملالي الذين يحكمون طهران، فإن إسرائيل هي الشيطان الأصغر وأمريكا هي الشيطان الأكبر».

## الاستخدام المعاصر
غالبًا ما يستخدم هذا المصطلح من قبل الإرهابيين الإسلاميين لتجنيد الإرهابيين والمتحدثين الشيعة لنشر الكراهية تجاه إسرائيل. يظهر المصطلح أيضًا بشكل كبير في الدعاية الإيرانية المعاصرة.
في حدود بوابة فاطمة، وهي بوابة حدودية لبنانية بالقرب من إسرائيل، أقيمت دعائم للناس ليرجم رمزيًا للشيطان الأصغر (إسرائيل) والشيطان الأكبر (الولايات المتحدة). ومن المؤمل أن يقوم اللبنانيون بهذا العمل بدلاً من إلقاء الحجارة على جنود الاحتلال. حزب الله، الذي لديه نفس الأيديولوجية السياسية مثل إيران، يشير أيضًا إلى إسرائيل على أنها الكيان الصهيوني والشيطان الأصغر.

## التحليلات
وفقًا لما كتبه زئيف ماغن في صحيفة وول ستريت جورنال، هناك فرق حاسم في مواقف إيران تجاه «الشيطان الأكبر» و «الشيطان الأصغر»، والتي لا ينبغي تجاهلها؛ على الرغم من أنهم يهتفون «الموت لأمريكا» و «الموت لإسرائيل» بنفس القدر من الحماس، إلا أنهم «يعرفون من الناحية التكتيكية» أن الشيطان الأكبر هو... رائع." في خطاب أمام لجنة الإصلاح الحكومي في مجلس النواب الأمريكي، قال بنيامين نتنياهو إن "جنود الإسلام المتشدد«يطلقون على إسرائيل اسم «الشيطان الأصغر» لتمييزها بوضوح عن الدولة التي كانت وستظل دائمًا الشيطان الأكبر.»